# Тырма (река)
Тырма — река в Хабаровском крае России, левый приток Буреи (бассейн Амура). После формирования Бурейского водохранилища впадает в данный водоём, образуя протяженный залив.
Длина реки — 334 км. Площадь водосборного бассейна — 15100 км².
Берёт начало в хребте Малый Хинган. Питание преимущественно дождевое. Замерзает в ноябре, вскрывается в конце апреля — первой половине мая. Основные притоки: слева — Яурин, справа — Гуджал и Сутырь.

## Притоки
- 6 км: Чиндахо
- 22 км: Лакамун
- 27 км: Бульдако
- 30 км: Бульдако
- 34 км: Большой Дарун
- 41 км: Токчока
- 47 км: Уллаконик
- 49 км: Джанкыр
- 54 км: Садылга (68 км)
- 57 км: Тыган
- 68 км: Кандал
- 71 км: Енда (63 км)
- 81 км: Кайлачи
- 105 км: Белгату
- 107 км: Яурин (195 км)
- 114 км: Мырган
- 122 км: Сутырь (174 км)
- 137 км: река без названия
- 150 км: Гуджал (171 км)
- 156 км: Аллан
- 161 км: Гуджик (109 км)
- 172 км: Кувитикан
- 173 км: Талканжи
- 178 км: Кувитикан
- 186 км: Верхний Кувитикан
- 188 км: река без названия
- 201 км: Ковун
- 212 км: Правая Таланжа
- 216 км: Таланжа
- 225 км: Токчка Биракан
- 229 км: река без названия
- 231 км: Малая Нигда
- 232 км: Большая Нигда
- 245 км: Люкуй
- 257 км: река без названия
- 257 км: Мэна
- 272 км: Утонок
- 281 км: река без названия
- 290 км: река без названия
- 293 км: река без названия
- 311 км: река без названия
- 321 км: река без названия